# Linia kolejowa nr 866
Linia kolejowa nr 866 – jednotorowa, zelektryfikowana linia kolejowa, łącząca rozjazd 4 z rejonem MsR stacji Małaszewicze.